# 酆姓
酆姓（古音：敷空切，ffong）是一個中國人的姓氏，在《百家姓》中排名第61位。

## 起源
- 源于姬姓，以国为氏。周文王第十七个儿子受封于酆国，其封地位于今陕西省户县东部。

## 郡望
酆姓郡望出自京兆郡，即首都。位于陕西西安至华县一带。

## 延伸阅读
[在维基数据编辑]
 《百家姓》
 《欽定古今圖書集成·明倫彙編·氏族典·酆姓部》，出自陈梦雷《古今圖書集成》